# دانیل پرودان
دانیل پرودان (رومانیایی: Daniel Prodan؛ زادهٔ ۲۳ مارس ۱۹۷۲ - ۱۶ نوامبر ۲۰۱۶) یک بازیکن فوتبال اهل رومانی بود.
از باشگاه‌هایی که در آن بازی کرده‌است می‌توان به استوا بخارست، باشگاه فوتبال مسینا، باشگاه فوتبال رنجرز، و اتلتیکو مادرید اشاره کرد.
وی همچنین در تیم ملی فوتبال رومانی بازی کرده‌است.

## درگذشت
دانیل پرودان در ۱۶ نوامبر ۲۰۱۶ در سن ۴۴ سالگی بر اثر حمله قلبی درگذشت.